# Thomas Henry Huxley
Thomas Henry Huxley PC FRS (4 tháng 5 năm 1825 – 29 tháng 6 năm 1895) là một nhà sinh học, giải phẫu học người Anh, được biết đến như "Chó bun của Darwin" ("Darwin's Bulldog") vì sự ủng hộ nhiệt liệt với thuyết tiến hóa của Charles Darwin.
Hầu như hoàn toàn tự học, ông đã trở thành một trong những nhà giải phẫu học so sánh xuất sắc nhất cuối thế kỉ 19. Nhiều phát hiện của ông còn được chấp nhận rộng rãi cho tới ngày nay, chẳng hạn dựa trên cơ sở giải phẫu ông đã xác định tổ tiên loài chim tiến hóa từ các loài khủng long có cánh cỡ nhỏ. Tuy nhiên vai trò này ngày nay bị lu mờ bởi vai trò của ông trong cuộc tranh luận bảo vệ thuyết tiến hóa, đặc biệt là cuộc tranh luận ở Oxford năm 1860 với Samuel Wilberforce, và trong công cuộc phát triển nền giáo dục khoa học, chống lại những hình thức giáo dục tôn giáo cực đoan ở Anh.